# 보병포

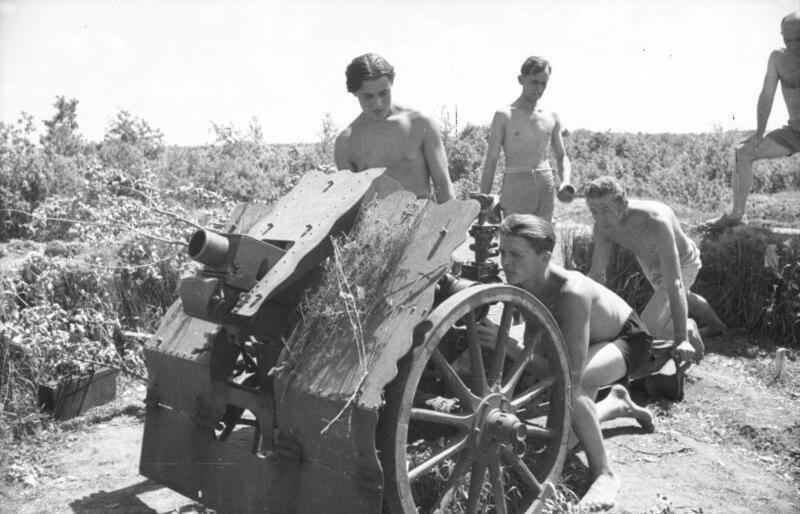
제 2차 세계대전 당시 사용된 독일군의 7.5cm 18호 경보병포.

보병포(步兵砲, 영어: Infantry guns, 독일어: Infanteriegeschütz)는 제1차 세계 대전 직전 등장한 개념으로 기존 포병이 원거리 지원 사격을 주로 수행했다면, 보병포는 보병부대와 함께 행동하면서 근접 지원을 목적으로 하는 화포이다. 보병 병과에 속하는 박격포와 달리 이 보병포는 포병 병과였으며, 일반 포병대에서 사용하는 곡사포를 사용했다.
보병포의 등장은 프랑스의 75mm 슈나이더 야포가 등장하면서 본격화되었다. 물론 19세기의 포병과 대포들도 보병 지원을 위해 전투 현장에서 포격 임무를 수행했지만, 포의 사정거리가 짧아서 그런 것이었을 뿐, 이동하는 보병과 직접 행동을 같이하는 것은 아니었다.
75mm 슈나이더 야포는 당시 화포로서는 보기 드문 속도로 속사가 가능했으며, 명중률과 화력 또한 우수한 화포였다(제2차 세계 대전 중 미국의 M4 셔먼 전차에 사용된 전차포도 이 포를 기본으로 하여 개량한 것이다). 이 포의 등장 후 제1차 세계 대전 당시 프랑스군은 이 속사포로 전진하는 보병부대 뒤를 따라가며 계속 속사를 퍼부어 독일군이 고개도 못들게 한다는 전술교리를 수립할 정도였다(그러나, 참호와 기관총은 이런 프랑스군의 전술 교리를 탁상공론으로 전락시켜버렸다).
전차의 등장으로 보병포는 사라지는 듯했다. 제1차 세계 대전의 기억으로 전차는 보병 지원용이라는 전술이 영국, 프랑스 등에 굳어졌기 때문이다. 따라서 두 나라의 전차부대는 각 보병사단 별로 조금씩 쪼개져 배치되었고 영국은 아예 순항전차, 보병전차로 전차의 종류를 구분하기도 했다.
그러나 전차의 집단 운용 전술을 채택한 독일은 기존의 보병포 개념을 그대로 살린 새로운 기갑차량을 탄생시킨다. 돌격포가 바로 그것이다. 돌격포는 생긴 건 전차처럼 생긴 궤도형 장갑차량이지만, 회전식 포탑을 갖추지 않았고, 탑재하는 포도 과거 보병 지원용으로 사용한 곡사포를 탑재하였다. 역할도 기존 보병포와 동일하여 보병 진격로 상의 장애물, 기관총 참호, 벙커 등의 파괴를 목적으로 했다.
제2차 세계 대전 이후 보병포는 다시 사라졌다. 미국과 독일을 중심으로 대전 중에 대량으로 사용하기 시작한 로켓 병기를 기존 보병포의 용도로 사용하기 시작한 것이다. 본래 대전 중 로켓 병기는 대전차용으로 사용되었으나 (바주카 포, 판쩌슈렉, 판쩌 파우스트 피아트 대전차로켓 등) 점점 보병포(또는 돌격포)의 용도를 대체하기 시작했다. 이들 로켓 병기들은 보병포에 비해 가볍고 조작이 간단했다. 대표적인 예로 구 소련에서 개발한 RPG-7과 미국의 LAW-72 등이 있다.

## 같이 보기
- 돌격포
- 야포